# 根本尚美
根本 尚美（ねもと ひさよし、1941年（昭和16年）9月26日 - ）は、日本の政治家。元福島県二本松市長（2期）。

## 来歴
福島県安達郡二本松町（現・二本松市）出身。法政大学法学部中退。二本松市議会議員となり、議長を務め、1996年、二本松市長に当選する。2000年に無投票で再選。2003年、収賄容疑で逮捕され、市長を辞職した。翌年懲役2年、執行猶予4年の有罪判決を受けた。